# Хапама
Хапама́ (арм. ղափամա) — армянская фаршированная тыква. Это блюдо часто готовят во время курортного сезона. Хапама в национальных традициях подавалась к столу на свадьбу, как символ изобилия.
Хапама готовится путём удаления внутренностей тыквы. Верх тыквы срезается, получается готовый тыквенный горшочек. Вычищаются ложкой тыквенные семечки. Часть мякоти откладывается для начинки и мелко режется.
Рис для начинки предварительно варится 5 минут в соленой воде до полуготовности и после этого немного охлаждается. Фарш включает в себя отварной рис с такими сухофруктами, как рубленый миндаль, яблоко, кизил, абрикос, сливы, финики, чернослив и изюм. Фарш можно полить медом и сдобрить корицей или сахаром. Поскольку хапама широко распространилась как в восточной кухне, так и в европейской, то в него стали класть любые сухофрукты и орехи по выбору повара. При пересыхании компонентов их предварительно замачивают. Орехи рубятся или измельчаются колотушкой.
Тыкву изнутри смазывают сливочным маслом и укладывают в неё приготовленный фарш. Сверху на фарш кладется сливочное масло. Начинка в тыкву выкладывается не до верха, так как в процессе запекания она увеличивается в объёме. Тыква сверху закрывается срезанной крышечкой, заворачивается в фольгу и кладется на 2 часа в духовку. Из-за разного объёма используемых тыкв и особенностей работы духовки время приготовления может изменяться. Обычно на выпекание уходит от 40 мин до 1,5 часа при температуре около 200 градусов.
Тыква запекается до тех пор, пока она не станет мягкой, после чего подается к столу. Перед употреблением тыква разрезается сверху вниз ломтями. К блюду подают растопленное сливочное масло, мед, вымытые сухофрукты и др.

## В культуре
Существует армянская песня Հէյ Ջան Ղափամա (Эй, Джан Хапама), её исполнял Арут Памбукчян.

## Галерея

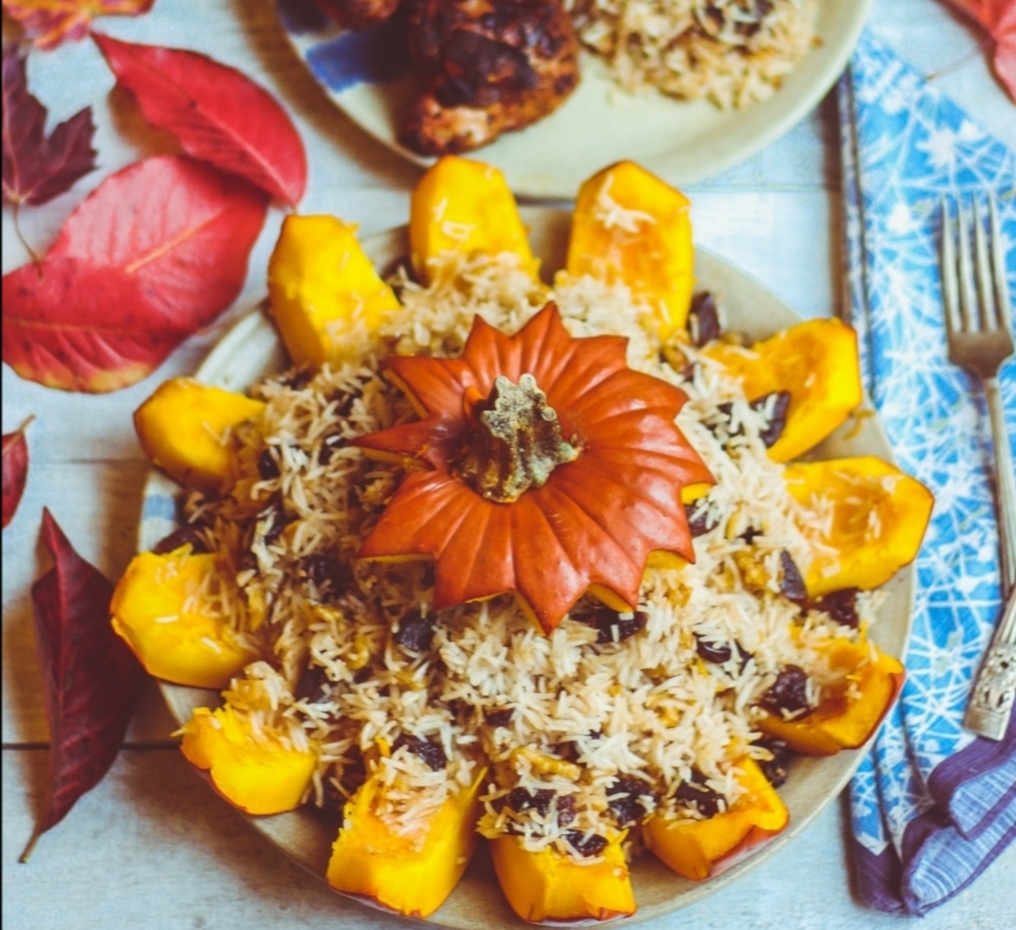
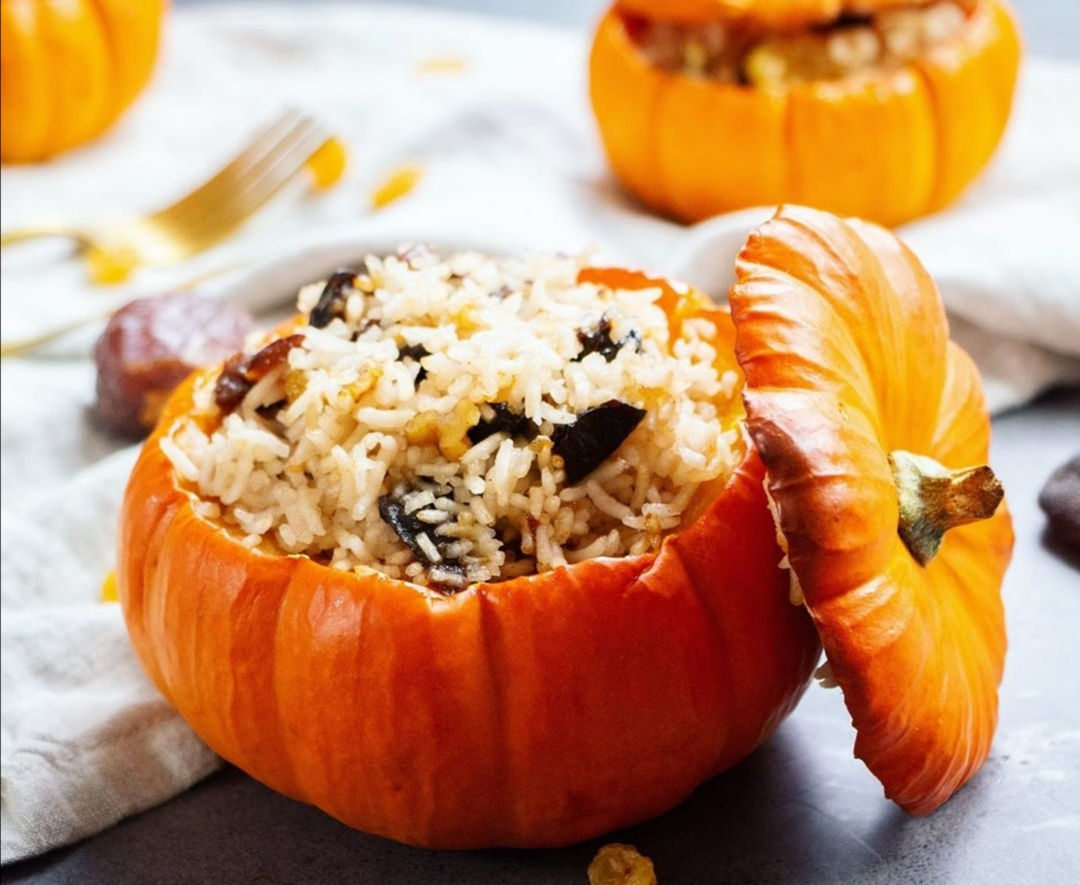